# Krishnarajapura, Bangarapet
Krishnarajapura là một làng thuộc tehsil Bangarapet, huyện Kolar, bang Karnataka, Ấn Độ.